# Жабинский, Юзеф
Юзеф (Осип Иванович) Жабинский (пол. Józef Żabiński; 1860, Варшава — 27 декабря 1928) — польский шахматист, шахматный композитор, журналист. Видный шахматный деятель.

## Биография
В шахматы начал играть ещё будучи гимназистом. Быстро достиг высокого уровня, 1880-х—1890-х годах стал одним из лучших шахматистом Варшавы. В 1886 году окончил юридический факультет Императорского Варшавского университета.
В 1884 году стал чемпионом города, выиграв II-ой турнир Варшавы. В 1888 в Варшаве провёл мини-матч с С. Алапиным (1:1).
Инициатор проведения турнира по переписке между сборными командами Варшавы и Москвы в 1879—1882.
В 1890 году создал свою первую шахматную школу, став пионером в этой области.
В конце XIX века по его инициативе состоялся первый в Польше шахматный турнир. Тогда же Ю. Жабинский начал работал в качестве журналиста, вëл шахматную колонку в еженедельнике «Tygodnik Ilustrowany» и газете «Kurjer Warszawski», на страницах которых опубликовал переведенную с чешского языка книгу «Описание теории шахматных задач». Эта публикация позже, в 1913 году, была включена в «Учебник по игре в шахматы».
В 1899 году стал инициатором и первым председателем Варшавского общества любителей шахматной игры (Warszawskie Towarzystwo Zwolenników Gry Szachowej).
Составителями сборника партий IV Всероссийского турнира (1905 / 06 гг.) был включен в число сильнейших шахматистов Российской империи. В начале XX в. проживал в Варшаве по адресу ул. Капуцинская, д. 3.
После окончания Первой мировой войны был организатором шахматных турниров в независимой Польше. В 1926 году вместе с активистами Варшавы, Лодзи и Шленска организовал и провёл I-й национальный съезд шахматистов в Варшаве, на котором была создана польская шахматная федерация и состоялся первый чемпионат Польши по шахматам.
Ю. Жабинский — первый председатель Польской шахматной федерации (1926—1928).
Скоропостижно скончался 27 декабря 1928 г.